# Marco Antônio Diniz Brandão

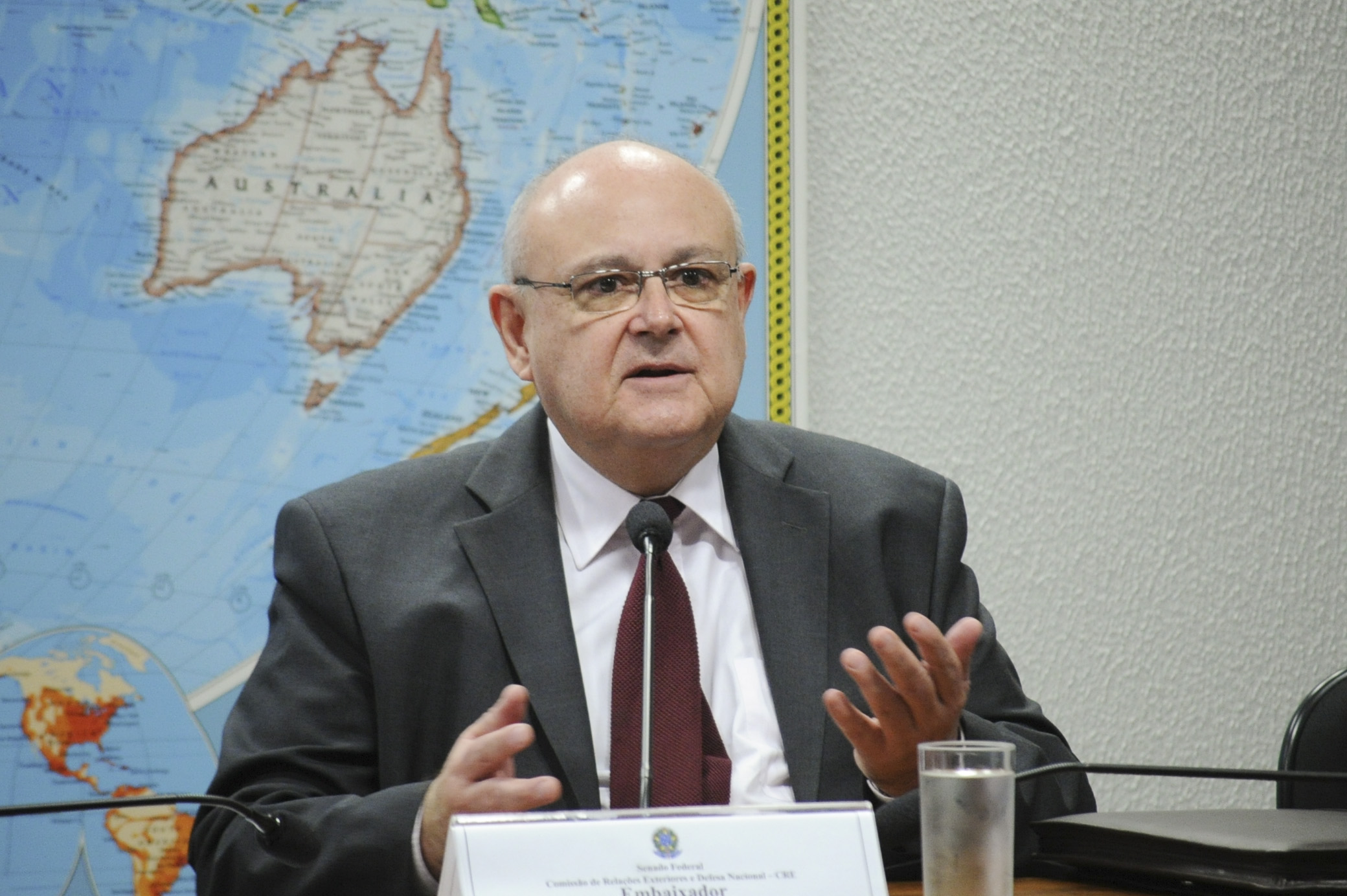
Marco Antônio Diniz Brandão

Marco Antônio Diniz Brandão (* 7. März 1949 in Belo Horizonte) ist ein brasilianischer Diplomat.

## Leben
Marco Antônio Diniz Brandão ist der Sohn von Circéa Diniz Brandão und Wanderley Gomes Brandão. 1972 schloss er ein Studium der Rechtswissenschaft an der Universidade Federal Fluminense ab, absolvierte den Curso Preparatório à Carreira Diplomática (CPCD) des Rio Branco-Institut und trat in den auswärtigen Dienst. 1991 legte er im Rahmen des Curso de Alto Estudios des Rio Branco-Institut die Arbeit Perspectivas de Independência da Guiana Frances vor.
Am 30. Oktober 2001 wurde er zum Botschafter in Bangkok (Thailand) ernannt. Am 19. Dezember 2001 wurde er mit Amtssitz in Bangkok zum Botschafter in Vientiane (Laos) ernannt. Am 22. Mai 2002 wurde er mit Amtssitz in Bangkok zum Botschafter in Phnom Penh (Kambodscha) und Naypyidaw (Myanmar) ernannt. 2007 wurde er zum Botschafter in Neu-Delhi (Indien) ernannt.
Am 28. Dezember 2007 wurde er mit Amtssitz in Neu-Delhi zum Botschafter in Dhaka (Bangladesch) ernannt. 2009 wurde er mit Amtssitz in Neu-Delhi zum Botschafter in Kathmandu (Nepal) und Malé (Malediven) ernannt. Am 18. Oktober 2011 wurde er zum Botschafter in Kairo (Ägypten) sowie als nonresidenter Botschafter in Mogadischu (Somalia) und Asmara (Eritrea) ernannt. Am 24. Dezember 2014 folgte seine Ernennung zum Botschafter in Hanoi (Vietnam). Diese Position hatte er bis 2018 inne. 2019 wurde ihm in Anerkennung seiner Beiträge zur Partnerschaft und Zusammenarbeit von Vietnam und Brasilien der vietnamesische Freundschaftsorden verliehen.